# 契丹人瓦西里
契丹人瓦西里（俄语：Шуйский, Василий Фёдорович Китай，?—1496年1月17日），叔伊斯基家族的俄罗斯政治人物和军事人物。他也是伊凡三世時期的大诺夫哥罗德和普斯科夫的总督。